# Vampyr behandling
Vampyr behandling er en hudforyngende behandling med patientens eget blod. Blodets består af tre bestanddele, de røde blodlegemer, de hvide blodlegemer og blodpladerne. Blodpladerne indeholder mange forskellige vækstfaktorer, som f.eks insulin growth faktor, og ca. 20 andre vækstfaktorer. Ved en vampyr behandling udhentes 50-100 ml veneblod fra patientes arm og blodet centrifugeres så blodets bestanddele adskilles. Derved frembringes et produkt, PRP, platelet-rich Plasma og dette afpippeteres efterfølgende og injiceres ind i enten hud, hårbund, led eller sener med et foryngende resultat på hudens struktur, sædvanligvis i løbet af 2-4 uger.[kilde mangler]
Når PRP injiceres i hovedbunden, vil hårfolliklerne øge hårvæksten og de små blodkar til hårfolliklerne vil øges i antal og diameter. Det vil ofte medføre at et begyndende hårtab kan reverseres. Prpr bruges til at øge succesraten ved en hårtransplantation, så flere hårplugs reetablerer sig det nye sted hvortil de er transplanterede, og prp bruges alene til at booste hårvæksten hos mænd og kvinder med begyndende androgynt hårtab. PRP har også vist sig at have en særlig god effekt ved sygdommen Alopecia Areata, hvor hårtabet foregår hurtigt enten over hele hovedbunden eller i større områder.[kilde mangler]
Prp er også begyndt at blive brugt af dermatologer efter en ablativ laserbehandling for at afkorte rekonvalescenstiden, rødmen og ømheden efter C02 og YAG laser, samt alene i form af injektion for at forynge huden i ansigt, dekolletage og håndrygge. PRP har også vist at fungere som fillers til at forme kindben og fylde dybere rynker i ansigtet ud.[kilde mangler]
PRP er de senere år blevet en del af sportsmedicin og injiceres i sener ved senebetændelser i achilles, supraspinatus, golf- og tennis albuer samt i led ved slidgigt.